# Xã Garden Plain, Quận Sedgwick, Kansas
Xã Garden Plain (tiếng Anh: Garden Plain Township) là một xã thuộc quận Sedgwick, tiểu bang Kansas, Hoa Kỳ. Năm 2010, dân số của xã này là 1.838 người.